# CAインデペンディエンテ
クルブ・アトレティコ・インデペンディエンテ（スペイン語: Club Atlético Independiente (スペイン語発音: [ˈkluβ aˈtletiko jndepenˈdjente])）は、アルゼンチンの中東部、ブエノスアイレス州の都市アベジャネーダを本拠地とするスポーツクラブである。中でもサッカークラブが有名である。サッカーの他に、バスケットボール、チェス、フィールドホッケー、体操、武道、ローラースケート、水泳、テニス、バレーボール、ウォーターポロの競技チームも所有している。

## 概要
ボカ・ジュニアーズ、CAリーベル・プレート、ラシン・クラブ、CAサン・ロレンソ・デ・アルマグロとともにアルゼンチンのビッグ5に位置づけられている。同じアベジャネーダを本拠地とするラシン・クラブとの対戦はエル・クラシコ・デ・アベジャネーダ（アベジャネーダ・ダービー）として盛り上がりを見せる。CAリーベル・プレート、ボカ・ジュニアーズに続いてアルゼンチン3位のリーグ優勝16度を誇り、ボカ・ジュニアーズとともにプリメーラB・ナシオナル（2部）に降格したことのない2クラブのひとつであったが、2013年にクラブ史上初の降格となる。
国際大会では16のタイトルを獲得しており、南米クラブチーム王者を決めるコパ・リベルタドーレスでは1972年から1975年大会までの4大会連続優勝を含む史上最多の7度の優勝を果たしている。これに加え、3度のコパ・インテラメリカーナ優勝、2度のスーペルコパ・スダメリカーナ優勝、1度のレコパ・スダメリカーナ優勝、2度のインターコンチネンタルカップ優勝（出場6度）、1度のコパ・スダメリカーナ優勝を果たしている。このように数多くの国際タイトルを所有していることから、レイ・デ・コパス（カップ戦の王者）というニックネームを持っている。2006年にイタリアのACミランに抜かれるまで、30年以上という長期に渡り、国際タイトルの獲得数、世界1位を維持していた。

## 歴史

### 創設期

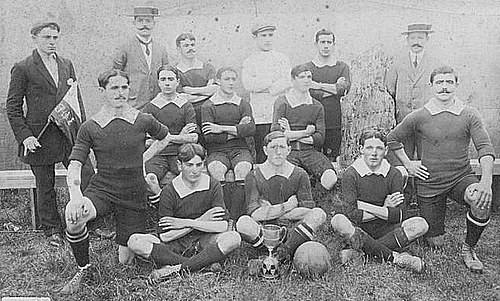
1909年のチーム

1904年、ブエノスアイレス州モンセラートにある店の従業員がマイプFCを設立。多くの若い従業員は試合観戦しか許されず、プレーすることはできなかったため、若い従業員たちはクラブの正面にあるバルに集って8月4日に新クラブ設立を決定した。クラブ名称には「（マイプFCからの）独立」を意味するインデペンディエンテを用い、1905年1月1日に公式にインデペンディエンテFCが創設された。若者集団のリーダーであったロセンド・デヒオルヒオが暫定的な会長に就任し、彼の家族が住んでいた小さなアパートがクラブの本部として使用された。創設当初はモンテセラートに本拠地があったが、1907年にアベジャネーダに移転した。当初は白色（身頃）と青色（袖）のシャツを着ていたが、1908年に赤色（身頃）と白色（袖）のシャツに変更された。アルゼンチン遠征に来ていたノッティンガム・フォレストFC（イングランド）のユニフォームカラ―にランゴーネ会長が感銘を受けたからだとされているが、創設メンバーの何人かが社会主義運動に関わっていたのも赤色が採用された理由のひとつである。同年5月10日のCAバンフィエルド戦で初めて赤色のユニフォームを着用して9-2で勝利し、クラブ名称もインデペンディエンテFCからCAインデペンディエンテに変更された。オリジナルのユニフォームはアウェー用として使用されている。

### アマチュアリーグ時代

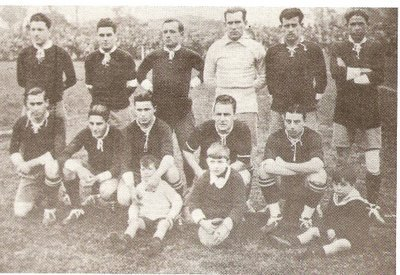
コパ・デ・コンペテンシアで優勝した1925年のチーム

1910年にはラ・クルセシータというスタジアムが建設され、1923年に焼失するまで使用された。リーグ分割によってCAリーベル・プレートとボカ・ジュニアーズが異なるリーグでプレーし、対戦の機会が少なかったため、アベジャネーダ・ダービーはスーペルクラシコを凌ぎ、アルゼンチンで最も人気のある対戦であった。アマチュア時代には1922年（プリメーラでの初戴冠）と1926年（無敗優勝）にリーグ優勝を果たした。当時の著名選手にはマヌエル・セオアネ（アマチュア時代の最多得点者）やライムンド・オルシなどがいた。1926年シーズン中には初めてディアブロス・ロホス（赤い悪魔）という愛称で呼ばれた。この愛称はクリティカ紙のウーゴ・マリーニというジャーナリストによって付けられたものである。マリーニは足元が巧みな選手たちで形成されたインデペンディエンテの前線について「悪魔に取り憑かれているよう（なくらい素晴らしい）」と述べた。この愛称はサポーターにも受け入れられ、クラブの最も一般的な愛称となった。

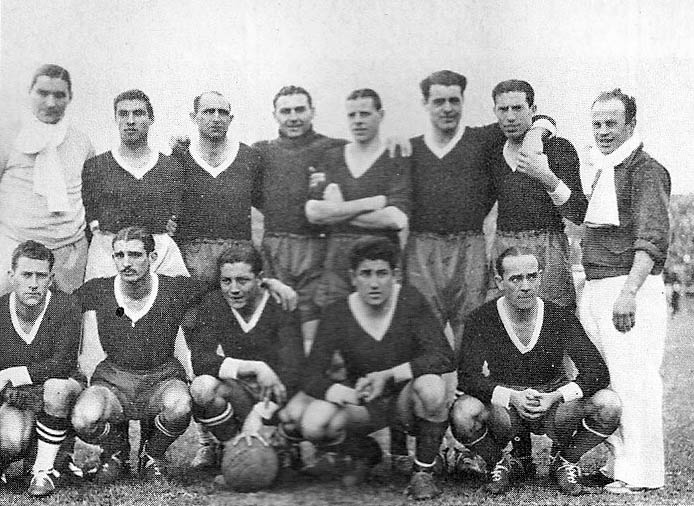
プロ化後初優勝を飾った1938年のチーム

1924年から1926年にはコパ・コンペテンシア・アソシアシオン・アマテールスで3連覇を果たした。1927年にはカンペオナート・ポルテーニョで決勝に進出し、1928年にはクラブにとって7つ目（そして最後の）となるスタジアムの建設が開始された。木造とは違ってコンクリート造は火に強いため、監督たちがコンクリート造を選択したとされている。1928年3月4日、南米初（世界では2番目）となるコンクリート造のスタジアムが公式にオープンした。その形状から、すぐにジャーナリストがラ・ドブレ・ビセーラ（2枚のひさし）という愛称を付けた。

### プロリーグ化

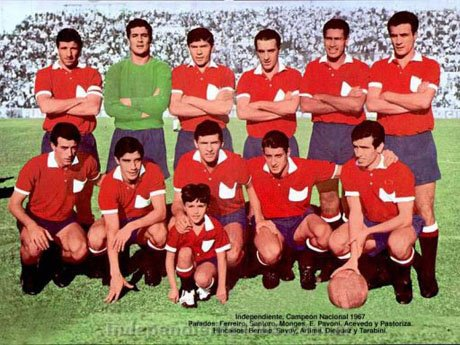
ナシオナル1967で優勝したチーム

アルゼンチンサッカーリーグは1931年にプロ化された。プロ化後初の試合はAAアルヘンティノス・ジュニアーズ戦 (1-1) であり、翌節のCAウラカン戦 (3-1) で初勝利を挙げた。プロ化後初のアベジャネーダ・ダービーはシーズン終盤に行われたが、ラシン・クラブに4-7で敗れた。1937年にクラブ史上最高の選手のひとりとなるビセンテ・デ・ラ・マタが加入すると、彼の活躍によって1938年のリーグ戦で初優勝し、1939年に2連覇を果たした。1930年代から1940年代前半に在籍したパラグアイ人のアルセニオ・エリコは公式戦通算295得点を挙げ、アルゼンチンリーグの通算最多得点者として現在も名前が残っている。エリコは1シーズンに平均40得点を挙げ、1937年、1938年、1939年に得点王に輝いた。インデペンディエンテはアルゼンチンとウルグアイのリーグ王者が戦うコパ・リカルド・アルダオにも出場し、1938年はCAペニャロールを破り、1939年にはナシオナルを破って優勝している。この大会の優勝クラブはカンペオン・リオプラテンセ（ラ・プラタ川王者）と呼ばれた。

### 1940年代と1950年代
1940年代にはカポーテというニックネームで呼ばれたマタが偉大な選手となり、彼の功績を称えた同名のタンゴが創作された。マヌエル・ロペスが作詞し、フアン・サンチェス・ゴリオが作曲している。また、この時代には大勝を何度も記録している。エストゥディアンテス・デ・ラ・プラタに8-1で勝利し、CAベレス・サルスフィエルドに5-0で勝利し、ボカ・ジュニアーズに7-1で勝利し、ラシンに7-0で勝利した。このラシン戦の勝利はアベジャネーダ・ダービーにおける最大得点差勝利記録となり、現在も破られていない。1941年にはインデペンディエンテで340試合に出場したアントニオ・サストレがクラブを去り、翌年にはエリコがパラグアイに帰国した。1948年シーズンの最終節では1-0でラシンを破り、9年ぶりのリーグ優勝を果たした。1940年代末にはエルネスト・グリージョ（クラブの歴史上もっとも記憶に残る選手のひとり）がデビューした。1953年にはヨーロッパ遠征を行い、アルフレッド・ディ・ステファノが在籍していたレアル・マドリードに6-0で大勝した。ヨーロッパ遠征は成功したが、アルゼンチンではいかなるタイトルも獲得できず、1954年の2位がリーグ戦の最高位であった。

### 南米制覇と国内での成功

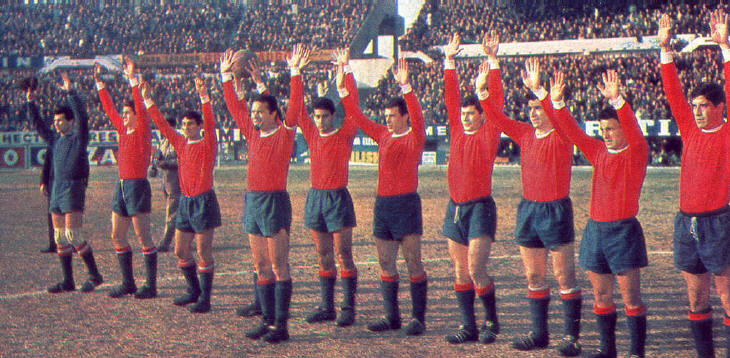
コパ・リベルタドーレスで2度目の優勝を果たした1965年

1960年に12年ぶりのリーグ優勝を果たし、1963年に7度目の優勝を果たした。インデペンディエンテは45,000人以上の会員を持ち、クラブとしての成長を続けた。クラブ最大の成功のひとつは、1964年、アルゼンチンのクラブとして初のコパ・リベルタドーレス制覇を成し遂げたことである。1965年には2連覇を成し遂げた。2年連続でインターコンチネンタルカップに出場したが、いずれの年もインテル（イタリア）に敗れている。ナシオナル1967で優勝した時のチームは古典的な2-3-5フォーメーションを使用する稀有なチームであった。
1970年代最初のシーズン（メトロポリターノ1970）でもリーグ優勝を飾った。1972年には3度目のコパ・リベルタドーレス優勝を果たし、1975年まで4連覇を成し遂げたほか、1976年にもベスト4となった。1972年大会決勝ではウニベルシタリオ・デポルテス（ペルー）を、1973年大会決勝ではCSDコロコロ（チリ）を、1974年大会決勝ではサンパウロFC（ブラジル）を、1975年大会決勝ではウニオン・エスパニョーラ（チリ）を破っている。1972年と1974年のインターコンチネンタルカップには敗れたが、1973年大会ではユヴェントスFC（イタリア）を破り、4度目の出場で初優勝を飾った。なお、1975年大会は試合そのものが中止となっている。1970年代のインデペンディエンテは黄金期を迎え、12個の主要タイトルを獲得している。国内リーグで4個（メトロポリターノ1970、メトロポリターノ1971、ナシオナル1977、ナシオナル1978）、コパ・リベルタドーレスで4個（1972、1973、1974、1975）、インターコンチネンタルカップで1個（1973）、コパ・インテラメリカーナで3個（1973、1974、1975）である。コパ・リベルタドーレスでの4連覇はクラブ最大の成功に数えられる。この時代のチームはリカルド・ボチーニとダニエル・ベルトーニのコンビで有名となった。
1978年1月25日に行われたナシオナル1977最終節・CAタジェレス戦は、クラブの歴史で最も記憶に残る試合として知られている。ホームでのファーストレグに1-1で引き分け、コルドバでの最終戦は1-1の同点であったが、残り15分の段階でタジェレスが疑惑の得点を挙げた。この結果、インデペンディエンテの選手は抗議を行ったが、主審はインデペンディエンテの3人の選手にレッドカードを提示して退場処分とした。わずか8人での戦いを余儀なくされ、残り時間も少ない中、インデペンディエンテはベルトーニのアシストからボチーニが信じられない得点を挙げて同点に追いついた。2試合合計3-3となったが、アウェーゴールルールによってインデペンディエンテのリーグ優勝が決定した。メトロポリターノ1983でも優勝し、1984年には7度目のコパ・リベルタドーレス優勝を遂げて大会最多優勝クラブとなった。同年には日本の東京で行われたインターコンチネンタルカップに出場し、イアン・ラッシュを擁するUEFAチャンピオンズカップ王者のリヴァプールFC（イングランド）と対戦した。1-0で激闘を制し、同大会2度目の優勝を果たした。クラブが1980年代に得た最後の重要なタイトルは1988-89シーズンのリーグ優勝である。38試合で58得点32失点、22勝11分5敗を記録した。ホルヘ・ソラーリ監督に率いられたチームには依然として策士ボチーニがおり、カルロス・アルファロ・モレノがリーグ得点王となった。通算740試合に出場して107得点を記録したボチーニは、1991年に現役引退を表明した。ボチーニは1972年にデビューしてから20年間をインデペンディエンテのみに捧げたワン・クラブ・マンであり、4度のリーグ優勝や8度の国際大会優勝の立役者であったが、彼の引退によって組織の崩壊からクラブの凋落が始まった。

### 1990年代以降
クラブはクラウスーラ1994で優勝し、1994年と1995年のスーペルコパ・スダメリカーナを、また1995年のレコパ・スダメリカーナを制した。このレコパ優勝によって国際タイトルは15個まで増えた。1990年代後半以降の7年間は無冠に終わったが、アペルトゥーラ2002でリーグ王者に返り咲いた。アメリコ・ガジェゴ監督が率い、フェデリコ・インスア、ダニエル・モンテネグロ、アンドレス・シルベーラ、その他のアルゼンチン人選手による攻撃的なプレースタイルで知られた。しかしその後は厳しい期間が続き、1990年以降増加し続ける深刻な借金に悩まされた。当初は5000万ドル以上の借金を抱えていると言われていたが、2006年2月には借金が約2600万ドルであることが裁判官によって証明された。同年にはエースのセルヒオ・アグエロがアトレティコ・マドリードに移籍したが、この際に移籍金2300万ユーロが支払われ、借金返済に望みが生まれた。
2006-07シーズンは熱狂とともに始まった。かつてのスター選手であるホルヘ・ブルチャガ監督がモンテネグロ、ヘルマン・デニス、オスカル・ウスタリなどを率い、タイトル争いが期待された。アペルトゥーラ2006ではホームでの最終節でCAヒムナシア・イ・エスグリマ・デ・フフイに敗れるなど不安定なシーズンだったが、アペルトゥーラ2005と同じ4位でシーズンを終えた。2006年には、1928年以来継続してホームスタジアムであったエスタディオ・デ・インデペンディエンテ（通称ラ・ドブレ・ビセラ・デ・セメント）が閉鎖されて新スタジアムの建設が開始されたが、この期間は各地のスタジアムを転々としてホームゲームを開催し、常に残留争いに巻き込まれた。クラウスーラ2007は最悪のシーズンとなった。開幕からの10試合で勝ち点8しか挙げられず、ホームで格下CDゴドイ・クルスに敗れてブルチャガ監督が辞任した。ミゲル・アンヘル・サントロが暫定監督に就任し、サントーロ監督指揮下では無敗（4勝5分）でシーズンを終えたが、最終的には11位となり、勝ち点2差でコパ・リベルタドーレスやコパ・スダメリカーナの出場権獲得を逃した。2008年にはクラウディオ・ボルギ監督が就任し、アペルトゥーラ2008では好スタートを切ったにもかかわらず、3連敗を喫してボルギ監督が辞任した。再びサントーロが暫定監督に就任し、悪夢の2007年から立ち直るために多くの選手が売却された。フェデリコ・イグアイン、レオネル・リオス、エマヌエル・セントゥリオン、レアンドロ・デペトリス、レオネル・ヌニェス、ダリオ・ガンディンなどの著名選手が売却されたが、成績は期待されたほどではなかった。コパ・スダメリカーナでは1回戦で敗退し、アペルトゥーラ2008では国際カップ戦の出場権獲得に失敗した。最終的に18位となり、インデペンディエンテの下にも名門クラブ（CAロサリオ・セントラルが19位、CAリーベル・プレートが20位）が位置した。クラウスーラ2009開幕前にはエドゥアルド・トゥッシオやパラグアイ人のディエゴ・ガビランと契約した。クラウスーラ2009のシーズン序盤にサントーロ暫定監督が辞任すると、アペルトゥーラ2002を制した際に監督を務めたガジェゴ監督が復帰したが、再び16位に低迷してサポーターの怒りを買った。アペルトゥーラ2009を前にしてシルベーラ、カルロス・マテウ、イグナシオ・ピアッティらを獲得し、その他にも多数の一流選手を獲得したため、再び希望が生まれた。ガジェゴ監督はチームのスリム化に取り組み、スター選手のモンテネグロを含む17人もの選手を放出した。この選手の入れ替えがうまくいき、同年10月のエスタディオ・リベルタドーレス・デ・アメリカ完成による上昇気流などもあって、アペルトゥーラ2009では勝ち点34を獲得して4位となった。ガジェゴ監督は新たに何人かの重要な契約を交わし、クラウスーラ2010ではシーズン終盤まで首位に立っていた。アルヘンティノス、エストゥディアンテス、ゴドイ・クルスに交わされたが、2シーズン続けて4位となった。同年のコパ・スダメリカーナの出場権を獲得したが、クラブ首脳陣はガジェゴ監督に対して新契約の提示を行わなかった。
アペルトゥーラ2010では不振にあえいだ。フリオ・コンパラーダ会長は選手獲得に資金を投じないことを決定し、エスタディオ・リベルタドーレス・デ・アメリカの工事に資金を注いだ。その上、ピアッティ、ガンディン、ワルテル・アセベド、ルシアーノ・ベジャなどの主力選手がクラブを離れた。セサル・ルイス・メノッティGMとダニエル・ガルネーロ監督が解任され、アントニオ・モハメド監督が登用された。モハメド監督はライバルのラシンを1-0で破り、クラブに新たな見地を与えた。国内リーグでは最下位の20位に終わったが、コパ・スダメリカーナでは各ステージを勝ち進み、決勝でゴイアスEC（ブラジル）をPK戦の末に破って初優勝した。コンパラーダ会長が退任してハビエル・カンテーロ会長が就任し、カンテーロ会長は、状況に応じて選手の放出を行わなければクラブの命取りになるという、深刻な財政問題を明らかにした。2011年のレコパ・スダメリカーナではSCインテルナシオナル（ブラジル）に敗れ、同年のスルガ銀行チャンピオンシップではJリーグカップ（ナビスコカップ）王者のジュビロ磐田に敗れた。アントニオ・モハメド監督が去った後はリーベルのレジェンドであるラモン・ディアス監督が就任し、コパ・スダメリカーナ2011ではラウンド16でLDUキトと対戦し、結果的に準優勝するクラブ相手に2試合合計1-2で敗れた。
2012-13シーズンには前期18位と下位に沈み、加えて2009-10シーズンの"貯金"がなくなったことも響いて前期終了時点で降格圏に転落した。後期こそ12位と多少順位を上げたものの降格圏を脱出するまでには至らず、クラブ史上初の降格となってしまった。

## サプライヤーとスポンサー
| 期間      | サプライヤー | 胸スポンサー                                   |
| --------- | ------------ | ---------------------------------------------- |
| 1979-1981 | アディダス   | なし                                           |
| 1982-1985 | Topper       | なし                                           |
| 1985-1986 | Topper       | Mita                                           |
| 1986-1988 | ルコック     | Mita                                           |
| 1988-1992 | アディダス   | Mita                                           |
| 1992-1997 | アディダス   | AdeS                                           |
| 1997-1998 | Topper       | Topper (スポーツ用品)                          |
| 1999-2000 | Topper       | Termidor                                       |
| 2000-2001 | Topper       | AdeS                                           |
| 2001-2002 | Topper       | なし                                           |
| 2002-2004 | Topper       | Taranto                                        |
| 2004-2005 | アンブロ     | Taranto                                        |
| 2005-2006 | アンブロ     | Forjar Salud                                   |
| 2006-2009 | アンブロ     | Grupo Márquez                                  |
| 2009-2011 | プーマ       | Motomel (バイク) & パワーエイド (スポーツ飲料) |
| 2011-2012 | プーマ       | Motomel (バイク) & Ibupirac                    |
| 2012-0000 | プーマ       | TCL (電気機器) & Ibupirac                      |

### エンブレム

1905-14 (*)
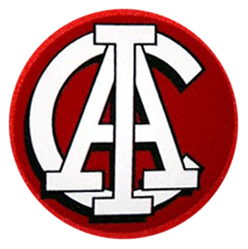
1925 (2*)
1914-

備考:
- (*)聖アンデレスコッツ学校の紋章に由来するこのエンブレムは、1980年以降はアウェー用ユニフォームの一部として使用されている。
- (2*)このエンブレムは1925年にメインスタンドに描かれたが、公式なエンブレムではない。

## ライバル
インデペンディエンテの最大のライバルは、同じアベジャネーダ地区を本拠地とするラシン・クラブである。このダービーマッチはクラシコ・デ・アベジャネーダと呼ばれている。この対戦はアルゼンチンでスーペルクラシコ（ボカ・ジュニアーズ対CAリーベル・プレート）に次ぐ関心を集め、アルゼンチン国内で2番目に権威のあるダービーマッチである。対戦成績は1970年代にインデペンディエンテが上回って以降、ずっと優勢である。
他に、ボカ・ジュニアーズ、CAリーベル・プレート、CAサン・ロレンソ・デ・アルマグロとのビッグ5同士の対決もクラシコと呼ばれ、ライバル関係である。

## サポーター
アルゼンチンで3番目に人気のあるクラブである。
国際サッカー連盟 (FIFA) が20世紀最優秀クラブをスペインのレアル・マドリードに決定した際、インデペンディエンテのサポーターは、FIFAがインデペンディエンテに対しては何の表彰も行わないことに憤慨した。その理由は、当時、国際タイトル世界最多を保有してるクラブはインデペンディエンテであり、レアル・マドリードを上回っていたからである。そのためインデペンディエンテのサポーターはブエノスアイレスで、この決定に抗議するデモ行進をしたが、結局、FIFAから何の表彰も受けることはなかった。

## スタジアム

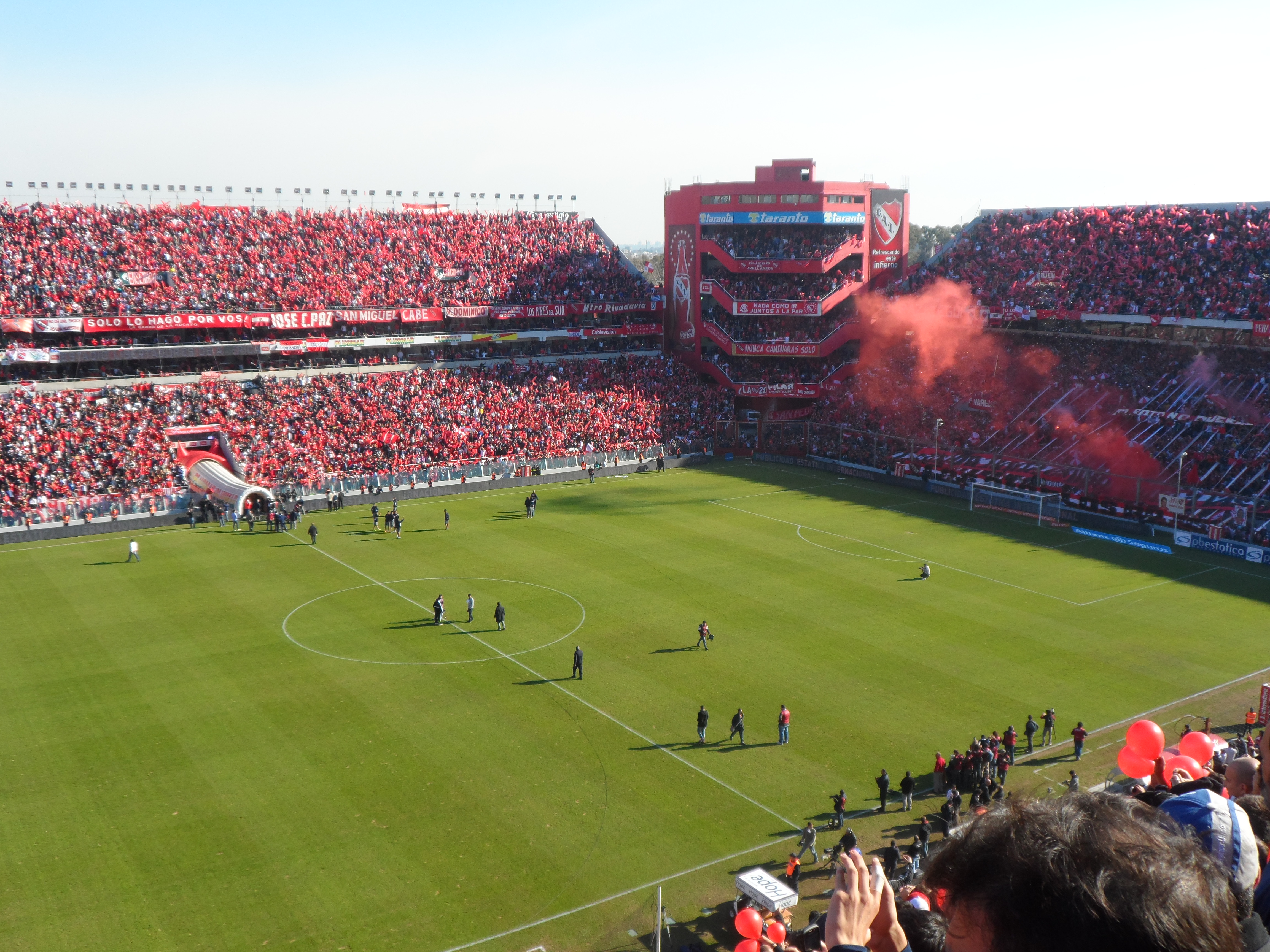

後にドブレ・ビセーラ（2枚のひさし）と呼ばれる南米初のコンクリート造りのスタジアムを建設し、1928年3月4日のCAペニャロール（ウルグアイ）戦 (0-0) でオープンした。2007年にはエスタディオ・リベルタドーレス・デ・アメリカが改修工事に着手され、2009年10月28日のCAコロン戦 (3-2) で再オープンした。改修工事中には4ヶ所の異なるスタジアムを転々としてホームゲームを行った。

## タイトル

### 国内タイトル
- スーペルリーガ・アルヘンティーナ : 16回
  - アマチュア時代 : 3回
    - 1922, 1926, 1938

  - プロリーグ時代 : 13回
    - 1939, 1948, 1960, 1963, 1967N, 1970M, 1971M, 1977N, 1978N, 1983M, 1988-89, 1993-94C, 2002-03A
- コパ・イバルグレン : 2回
  - 1938, 1939
- コパ・アドリアン・C・エスコバル : 1回
  - 1939
- コンクルーソ・ポル・エリミナシオン : 1回
  - 1914
- コパ・デ・オノール・ムニシパリダード・デ・ブエノスアイレス : 1回
  - 1918
- コパ・コンペテンシア・アソシアシオン・アマテールス : 3回
  - 1924, 1925, 1926
- コパ・サン・マルティン・デ・トウルス : 1回
  - 1963
- コパDAIA : 1回
  - 2004

### 国際タイトル
- コパ・アルダオ : 2回
  - 1938, 1939
- コパ・リベルタドーレス : 7回
  - 1964, 1965, 1972, 1973, 1974, 1975, 1984
- インターコンチネンタルカップ : 2回
  - 1973, 1984
- コパ・インテラメリカーナ : 3回
  - 1973, 1974, 1975
- スーペルコパ・スダメリカーナ : 2回
  - 1994, 1995
- コパ・スダメリカーナ：2回
  - 2010, 2017
- Jリーグカップ/コパ・スダメリカーナ王者決定戦：1回
  - 2018

## 近年の成績
| シーズン | シーズン       | ディビジョン     | 順位 | 試合数 | 勝 | 分 | 敗 | 得点 | 失点 | 勝ち点 | 備考                                      |
| -------- | -------------- | ---------------- | ---- | ------ | -- | -- | -- | ---- | ---- | ------ | ----------------------------------------- |
| 1999-00  | アペルトゥーラ | プリメーラ       | 9    | 19     | 6  | 7  | 6  | 19   | 21   | 25     | コパ・メルコスール 準々決勝敗退           |
| 1999-00  | クラウスーラ   | プリメーラ       | 2    | 19     | 11 | 3  | 5  | 42   | 25   | 36     |                                           |
| 2000-01  | アペルトゥーラ | プリメーラ       | 14   | 19     | 6  | 5  | 8  | 24   | 23   | 23     | コパ・メルコスール グループリーグ敗退     |
| 2000-01  | クラウスーラ   | プリメーラ       | 17   | 19     | 5  | 4  | 10 | 18   | 21   | 19     |                                           |
| 2001-02  | アペルトゥーラ | プリメーラ       | 10   | 19     | 7  | 5  | 7  | 26   | 28   | 26     | コパ・メルコスール 準々決勝敗退           |
| 2001-02  | クラウスーラ   | プリメーラ       | 20   | 19     | 3  | 6  | 10 | 14   | 28   | 15     |                                           |
| 2002-03  | アペルトゥーラ | プリメーラ       | 1    | 19     | 13 | 4  | 2  | 48   | 19   | 43     |                                           |
| 2002-03  | クラウスーラ   | プリメーラ       | 17   | 19     | 4  | 6  | 9  | 13   | 25   | 18     |                                           |
| 2003-04  | アペルトゥーラ | プリメーラ       | 14   | 19     | 5  | 7  | 7  | 15   | 19   | 22     | コパ・スダメリカーナ 1次フェーズ2回戦敗退 |
| 2003-04  | クラウスーラ   | プリメーラ       | 13   | 19     | 5  | 7  | 7  | 21   | 27   | 22     | コパ・リベルタドーレス グループリーグ敗退 |
| 2004-05  | アペルトゥーラ | プリメーラ       | 15   | 19     | 6  | 5  | 8  | 23   | 26   | 23     |                                           |
| 2004-05  | クラウスーラ   | プリメーラ       | 12   | 19     | 6  | 8  | 5  | 29   | 26   | 26     |                                           |
| 2005-06  | アペルトゥーラ | プリメーラ       | 4    | 19     | 8  | 8  | 3  | 34   | 22   | 32     |                                           |
| 2005-06  | クラウスーラ   | プリメーラ       | 12   | 19     | 6  | 5  | 8  | 18   | 18   | 23     |                                           |
| 2006-07  | アペルトゥーラ | プリメーラ       | 4    | 19     | 10 | 2  | 7  | 33   | 24   | 32     |                                           |
| 2006-07  | クラウスーラ   | プリメーラ       | 11   | 19     | 6  | 7  | 6  | 23   | 24   | 25     |                                           |
| 2007-08  | アペルトゥーラ | プリメーラ       | 9    | 19     | 8  | 4  | 7  | 33   | 23   | 28     |                                           |
| 2007-08  | クラウスーラ   | プリメーラ       | 6    | 19     | 8  | 7  | 4  | 25   | 15   | 31     |                                           |
| 2008-09  | アペルトゥーラ | プリメーラ       | 18   | 19     | 4  | 6  | 9  | 15   | 23   | 19     | コパ・スダメリカーナ 1回戦敗退            |
| 2008-09  | クラウスーラ   | プリメーラ       | 16   | 19     | 6  | 3  | 10 | 22   | 36   | 21     |                                           |
| 2009-10  | アペルトゥーラ | プリメーラ       | 4    | 19     | 10 | 4  | 5  | 30   | 20   | 34     |                                           |
| 2009-10  | クラウスーラ   | プリメーラ       | 4    | 19     | 10 | 4  | 5  | 25   | 18   | 34     |                                           |
| 2010-11  | アペルトゥーラ | プリメーラ       | 20   | 19     | 2  | 8  | 9  | 13   | 26   | 14     | コパ・スダメリカーナ 優勝                 |
| 2010-11  | クラウスーラ   | プリメーラ       | 6    | 19     | 7  | 8  | 4  | 30   | 20   | 29     | コパ・リベルタドーレス 予選リーグ敗退     |
| 2011-12  | アペルトゥーラ | プリメーラ       | 8    | 19     | 7  | 6  | 6  | 18   | 17   | 27     | コパ・スダメリカーナ 決勝T1回戦敗退       |
| 2011-12  | クラウスーラ   | プリメーラ       | 16   | 19     | 5  | 5  | 9  | 22   | 28   | 20     |                                           |
| 2012-13  | イニシアル     | プリメーラ       | 18   | 19     | 3  | 8  | 8  | 16   | 24   | 17     | コパ・スダメリカーナ 準々決勝敗退         |
| 2012-13  | フィナール     | プリメーラ       | 12   | 19     | 5  | 7  | 7  | 16   | 17   | 22     | 2部降格                                   |
| 2013-14  | -              | プリメーラB      | 4    | 42     | 17 | 16 | 9  | 49   | 37   | 67     | 1部昇格                                   |
| 2014     | -              | プリメーラ       | 4    | 19     | 10 | 3  | 6  | 31   | 29   | 33     |                                           |
| 2015     | -              | プリメーラ       | 5    | 30     | 14 | 12 | 4  | 44   | 22   | 54     | コパ・スダメリカーナ 準々決勝敗退         |
| 2016     | -              | プリメーラ ソナ1 | 3    | 16     | 7  | 6  | 3  | 22   | 12   | 27     | コパ・スダメリカーナ 決勝T1回戦敗退       |
| 2016-17  | -              | プリメーラ       |      |        |    |    |    |      |      |        |                                           |

## 現所属メンバー
2025年1月28日現在
注：選手の国籍表記はFIFAの定めた代表資格ルールに基づく。
| No. | Pos. |              | 選手名                         |
| --- | ---- | ------------ | ------------------------------ |
| 1   | GK   | アルゼンチン | ホアキン・ブラスケス           |
| 3   | DF   | アルゼンチン | アドリアン・スポルレ           |
| 4   | DF   | アルゼンチン | フェデリコ・ベラ               |
| 5   | MF   | チリ         | フェリペ・ロジョラ             |
| 6   | DF   | アルゼンチン | ニコラス・フレイレ             |
| 7   | FW   | アルゼンチン | サンティアゴ・モンティエル     |
| 8   | MF   | チリ         | パブロ・ガルダメス             |
| 9   | FW   | パラグアイ   | ガブリエル・アバロス           |
| 10  | MF   | チリ         | ルシアーノ・カブラル           |
| 11  | MF   | アルゼンチン | フェデリコ・マンクエージョ     |
| 13  | GK   | ウルグアイ   | マヌエル・タッソ               |
| 14  | MF   | アルゼンチン | ラウタロ・ミジャン             |
| 16  | FW   | アルゼンチン | サンティアゴ・イダルゴ         |
| 18  | FW   | アルゼンチン | イグナシオ・マエストロ・プーチ |
| 19  | FW   | イタリア     | ルーカス・ロマン               |

| No. | Pos. |              | 選手名                             |
| --- | ---- | ------------ | ---------------------------------- |
| 20  | MF   | ウルグアイ   | ロドリゴ・フェルナンデス・セドレス |
| 21  | MF   | アルゼンチン | ダビド・マルティネス               |
| 22  | FW   | アルゼンチン | チャコ・マルティネス               |
| 23  | MF   | アルゼンチン | イバン・マルコーネ ()              |
| 24  | FW   | アルゼンチン | サンティアゴ・ロペス               |
| 26  | DF   | アルゼンチン | ケビン・ロモナコ                   |
| 27  | FW   | アルゼンチン | ディエゴ・タルシア                 |
| 31  | FW   | アルゼンチン | ニコラス・バジェホ                 |
| 32  | DF   | アルゼンチン | フランコ・パレデス                 |
| 33  | GK   | アルゼンチン | ロドリゴ・レイ (副主将)            |
| 34  | FW   | アルゼンチン | マティアス・ヒメネス               |
| 35  | DF   | アルゼンチン | サンティアゴ・サージェ             |
| 36  | DF   | アルゼンチン | セバスティアン・バルデス           |
| 77  | DF   | コロンビア   | アルバロ・アングロ                 |

## 歴代監督
| セサル・メノッティ             | 1996-1999C                |
| エンソ・トロセーロ             | 1999A-2001A               |
| アメリコ・ガジェゴ             | 2002C-2002A               |
| オスカル・ルジェリ             | 2003C-2003A               |
| ホセ・パストリサ               | 2004C-2004A（在任中逝去） |
| ダニエル・ベルトーニ           | 2004A                     |
| セサル・メノッティ             | 2005C                     |
| ミゲル・サントロ               | 2005C (臨時)              |
| フリオ・セサル・ファルシオーニ | 2005A-2006C               |
| ホルヘ・ブルチャガ             | 2006A-2007C               |
| ミゲル・サントロ               | 2007C (臨時)              |
| ペドロ・トログリオ             | 2007A-2008C               |
| ミゲル・サントロ               | 2008C (臨時)              |
| クラウディオ・ボルギ           | 2008C-2008A               |
| ミゲル・サントロ               | 2008A (臨時) -2009C       |
| アメリコ・ガジェゴ             | 2009C-2010C               |
| ダニエル・ガルネーロ           | 2010C                     |
| アントニオ・モハメド           | 2010A-2011A               |
| ラモン・ディアス               | 2011A-2012C               |
| クリスティアン・ディアス       | 2012C (臨時)              |
| アメリコ・ガジェゴ             |                           |

## 歴代所属選手

### リーグ得点王
インデペンディエンテ在籍時にプリメーラ・ディビシオンで得点王を獲得した選手の一覧である。のべ15人（5人がアマチュア時代、10人がプロ時代）が得点王を獲得している。
| 大会     | 選手                         | 得点数 |
| -------- | ---------------------------- | ------ |
| 1912 FAF | エルネスト・コージャ         | 12点   |
| 1922 Aam | マヌエル・セオアネ           | 55点   |
| 1924 Aam | ルイス・ラバスチーノ         | 15点   |
| 1926 Aam | マヌエル・セオアネ           | 29点   |
| 1929 AAF | マヌエル・セオアネ           | 13点   |
| 1937     | アルセニオ・エリコ           | 48点   |
| 1938     | アルセニオ・エリコ           | 43点   |
| 1939     | アルセニオ・エリコ           | 41点   |
| 1956     | エルネスト・グリージョ       | 17点   |
| 1966     | ルイス・アルティメ           | 23点   |
| 1967N    | ルイス・アルティメ           | 11点   |
| 1982M    | カルロス・マヌエル・モレーテ | 20点   |
| 1999C    | ホセ・ルイス・カルデロン     | 17点   |
| 2002A    | アンドレス・シルベーラ       | 16点   |
| 2007A    | ヘルマン・デニス             | 18点   |

### GK
- ルイス・イスラス 1986-1988, 1990-1994, 2003-2004
- ファリド・モンドラゴン 1994-1998
- レオ・フランコ 1995-1997
- カルロス・モントーヤ 2003-2005
- オスカル・ウスタリ 2005-2007
- ディエゴ・マティアス・ロドリゲス 2010-2016
- マルティン・カンパーニャ 2016-2020

### DF
- リカルド・パボーニ 1965-1976
- アレハンドロ・ルイディアス
- エンソ・トロセーロ 1975-1979, 1981-1986
- ウーゴ・ヴィジャベルデ（英語版） 1976-1989
- ホルヘ・マリオ・オルギン 1980-1983
- ペドロ・モンソン 1981-1991
- ネストル・クラウセン 1980-1988, 1995-1996
- リカルド・アルタミラーノ
- クラウディオ・ウベダ 1989-1990
- ホセ・セリスエラ 1993-1996
- カルロス・ガマーラ 1992
- オスカル・サンチェス 1997-1998
- / ガブリエル・ミリート 1997-2003
- パブロ・ロチェン 1992-1999
- / マリアーノ・ペルニア 2000-2003
- エドゥアルド・トゥッシオ 2009-2011
- ニコラス・フィガル 2014-2019
- フェルナンド・アモレビエタ 2017-2019
- ガストン・シルバ 2017-2020

### MF
- リカルド・ボチーニ 1972-1991
- リカルド・ジュスティ 1979-1991
- ホルヘ・ブルチャガ 1982-1985, 1995-1998
- クラウディオ・マランゴーニ（英語版） 1982-1988
- カルロス・エンリケ（英語版） 1982-1988
- オスバルド・サルバドル・エスクデロ 1986
- クラウディオ・ボルギ 1990
- ダニエル・ガルネーロ 1991-1995, 1997-1999, 2000-2001
- / グスタボ・ロペス 1991-1995
- ディエゴ・カーニャ 1992-1996
- / ロベルト・アクーニャ 1995-1997
- アレハンドロ・マンクーソ 1997-1998
- / アンヘル・モラレス 1994-1995, 1996-1997
- フアン・エルチャンス 2000-2007
- / エステバン・カンビアッソ 1998-2001
- / ダニエル・モンテネグロ 2000, 2002-2003, 2006-2009
- フェデリコ・インスア 2002-2003 2004-2005
- ルーカス・ビリア 2005-2006
- ディエゴ・マルティン・ロドリゲス・ベリニ 2015-2018
- マクシミリアーノ・メサ 2016-2018
- フランシスコ・シルバ 2018-2019

### FW
- アルセニオ・エリコ 1933-1946
- ダニエル・ベルトーニ 1973-1977
- レネ・オウセマン 1984
- アルベイロ・ウスリアガ 1994-1995, 1996-1998
- / セバスティアン・ランベル 1991-1995, 2000-2001
- エステバン・フエルテス 1992
- ホセ・ルイス・カルデロン 1996-1997, 1998-1999, 2003
- / マティアス・ブオソ 1997-2002
- / ディエゴ・フォルラン 1998-2002
- アンドレス・シルベーラ 2001-2003
- セルヒオ・アグエロ 2002-2006
- ブストス・アリエル・モントージャ 2004-2006
- ヘルマン・デニス 2006-2008
- / レアンドロ・デペトリス 2008-2009
- エマヌエル・ジグリオッティ 2017-2018